# Молодой король (альбом)
«Молодой Король» — третий студийный альбом российского рэп-исполнителя Лигалайза, изданный 19 апреля 2018 года на лейбле Navigator Records.

## История создания
Работа над альбомом началась сразу после выпуска «Живой» в 2016 году и не прекращалась до марта 2018 года. В отличие от предыдущей пластинки, новый альбом полностью сольный. В него вошло десять треков плюс один бонус Filatov & Karas vs. Лигалайз «Ещё Один День». Над альбомом работало пять аранжировщиков, в том числе и сам Лигалайз. Были использованы также биты от Cvpellv, Shumno, DJ Bootch, DJ Squeeze, КИТ и других. Финальную работу производил Евгений Панков в стенах студии Navigator Records.
Презентация альбома «Молодой Король» состоялась 4 октября в московском клубе «16 Тонн» в рамках одноимённой концертной программы.
Лигалайз о своём альбоме:
Это про внутренний мир. Про самоощущение. Про личную установку, самоуважение. Про одиночество. С рецептами, как от него избавиться. Про лишения и блага выбранного пути. Про веру в то, что мир можно менять к лучшему, и сделать это можешь только ты один.

## Реакции критиков
Алексей Мажаев из InterMedia дал положительную оценку альбому, отметив:
Вот ещё один альбом в набирающем популярность рэп-жанре «не спится без папки». Это когда 40-летний рэпер уверенно демонстрирует жизненный опыт, серьёзные темы и солидную читку, как бы одним своим видом и творчеством указывая молодой шантрапе её место. Высокое владение слогом, умеренное использование брани, хорошая дикция - эпатажная новая поросль не может так, как дядя Лигалайз.

## Список композиций
| №   | Название                                | Длительность |
| --- | --------------------------------------- | ------------ |
| 1.  | «Маклауд»                               | 5:02         |
| 2.  | «Не верь хайпу»                         | 3:56         |
| 3.  | «Молодой Король»                        | 4:28         |
| 4.  | «Проклятый рэп»                         | 2:40         |
| 5.  | «Московский бум»                        | 3:49         |
| 6.  | «Бандит»                                | 4:29         |
| 7.  | «Вселенной»                             | 3:43         |
| 8.  | «Один»                                  | 2:30         |
| 9.  | «Океан»                                 | 4:17         |
| 10. | «Двое»                                  | 4:16         |
| 11. | «Ещё один день» (feat. Filatov & Karas) | 3:20         |

## История релиза
| Регион | Дата           | Лейбл             | Формат |
| ------ | -------------- | ----------------- | ------ |
| Россия | 19 апреля 2018 | Navigator Records | ЦД, CD |